# Långtjärnen (Dorotea socken, Lappland, 709991-155352)
Långtjärnen är en sjö i Dorotea kommun i Lappland och ingår i Ångermanälvens huvudavrinningsområde. Sjön har en area på 0,106 kvadratkilometer och ligger 396,8 meter över havet. Sjön avvattnas av vattendraget Grabboksjöbäcken.

## Delavrinningsområde
Långtjärnen ingår i det delavrinningsområde (709906-155452) som SMHI kallar för Mynnar i Kultran. Medelhöjden är 417 meter över havet och ytan är 21,91 kvadratkilometer. Det finns inga avrinningsområden uppströms utan avrinningsområdet är högsta punkten. Grabboksjöbäcken som avvattnar avrinningsområdet har biflödesordning 3, vilket innebär att vattnet flödar genom totalt 3 vattendrag innan det når havet efter 170 kilometer. Avrinningsområdet består mestadels av skog (86 procent). Avrinningsområdet har 0,56 kvadratkilometer vattenytor vilket ger det en sjöprocent på 2,6 procent.